# Ferendia, Timiș
Ferendia este un sat în comuna Jamu Mare din județul Timiș, Banat, România. Se află în partea de sud-est a județului,  în Câmpia Bârzavei.

## Geografie

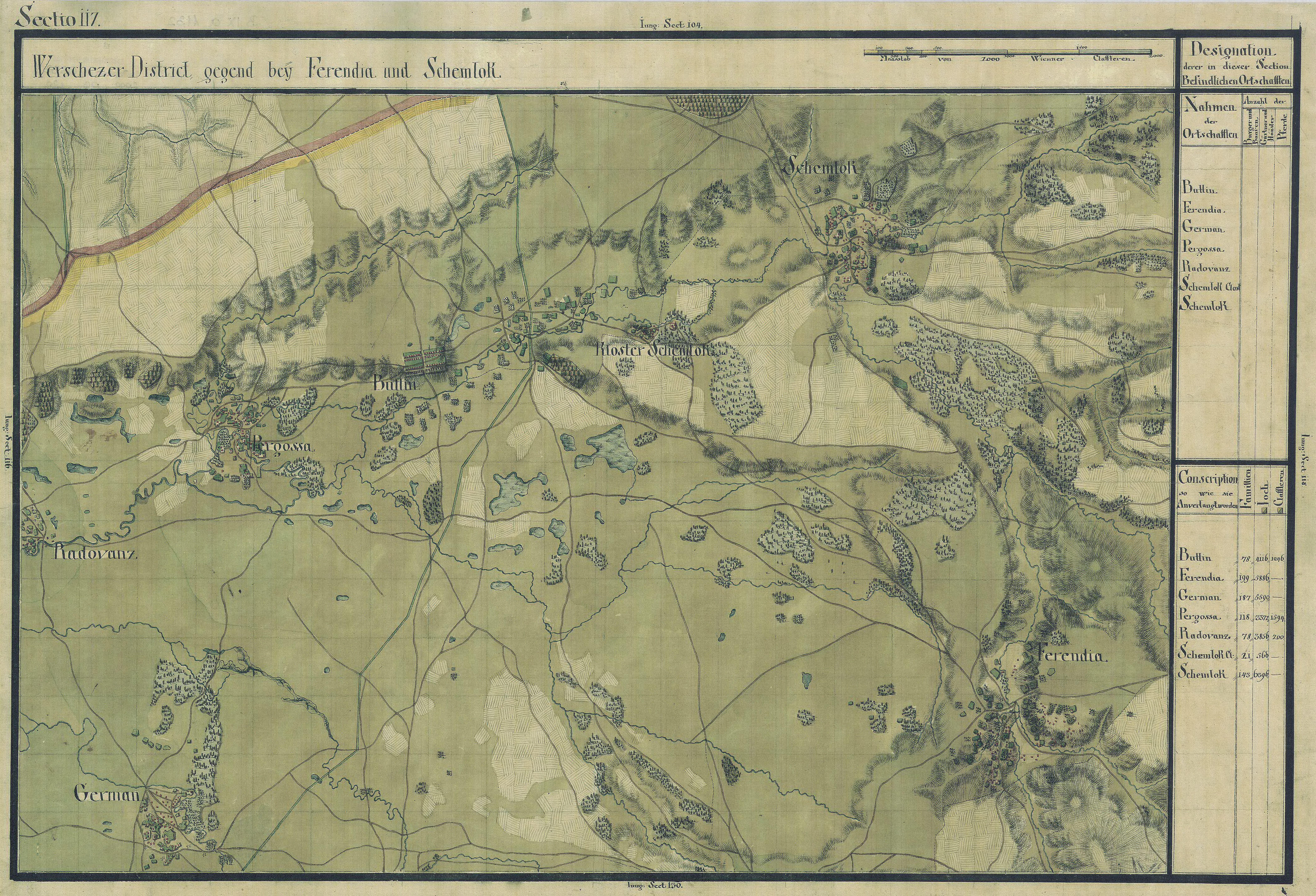
Ferendia în Harta Iosefină a Banatului, 1769-72

Ferendia se situează în sudul județului Timiș, în Câmpia Gătaiei, la limita dintre județele Timiș și Caraș-Severin. Este străbătut de pârâul Boculundia, un afluent al pârâului Clopodia. Cel mai apropiat centru urban este orășelul de câmpie Gătaia, situat la circa 16 km nord. Față de municipiul Timișoara, distanța pe șosea este de circa 70 km.

### Vecini
Se învecinează la nord-vest cu Șemlacu Mare, la est cu Tirol, la sud-sud-vest cu Clopodia.

## Istorie
Istoria satului dinainte de perioada habsburgică este puțin cunoscută. Marsigli amintește la 1680-1700 de Werendin, aparținând de districtul Vârșeț. Existența satului în perioada turcească este evidentă, însă nu s-au descoperit alte informații suplimentare referitoare la acea perioadă. Geograful Remus Crețan, consideră că numele satului reflectă o formă românească veche , întrucât toponimul Werendin este omonim cu toponimul din Caraș-Severin (azi satul Verendin), vechi sat românesc documentat de la 1439.
Primele însemnări documentare mai detaliate se referă al Conscripția generală a Banatului, efectuată în 1717 de austrieci, după ce aceștia au cucerit Banatul de la turci. În aceste documente, satul este numit Werendin și are 30 de case de valahi (românești). Din punct de vedere administrativ aparținea de districtul Vârșeț. La scurt timp după această conscripție, între 1723-1725, contele Mercy, guvernator al Banatului, întocmește o hartă detaliată, pe care este trecută și Firendia, cu mențiunea că este locuită. În fine, geograful italian Francesco Griselini aflat în Banat în 1774 pentru a realiza o descriere a Banatului, publică o hartă pe care apare și satul Ferendia, întocmai cu forma actuală a numelui.
Rând pe rând, istoricii maghiari Korabinski, Valyi, Nagy, Fenes Elyek, atestă numele Ferendia și specificul ei valah. În 1851, Fenyes scria că Ferendia este o comună valahă, cu 1.348 de ortodocși, cu 73 6/8 sesiuni iobagiale, cu livezi de pruni, dar fără pădure..
Printre proprietarii domeniului Ferendia găsim la 1880 pe Ladislau Markovics, la 1885 pe contele Zichy, la 1890 pe contele Adolf Schönberg, iar la 1900 pe baronul Szent Ivanyi-Oszkar, sub care s-a făcut și parcelarea.
Biserica a fost construită între 1849-1853.

## Demografie
În prezent, populația Ferendiei este de circa o treime din populația satului de acum 100 de ani. Evoluția negativă nu este un fenomen local, ci unul care a afectat întreaga regiune și se datorează condițiilor politico-economice din ultimul secol. La ultimul recensământ, populația era de 510 locuitori, majoritatea absolută români.
Conform datelor disponibile de la recensăminte, populația a evoluat în felul următor:

## Transporturi
Ferendia este situată într-o zonă puțin izolată de fluxurile economice importante. În ceea ce privește legăturile rutiere, acestea sunt drumuri judetene, prin care se leagă de satele învecinate. Prin Ferendia trece drumul judetean DJ588 care face legătura la nord cu Gătaia și drumul național 58B Timișoara-Reșița. În direcție sud, trecând prin Clopodia, se ajunge la centrul de comună, satul Jamu Mare, situat pe drumul național DN57, Moravița - Oravița - Orșova.
Există mai multe navete care circulă regulat la Timișoara.

## Personalități
- Ioachim Miloia (1897 - 1940) istoric, director al Muzeului Banatului și profesor la Politehnica din Timișoara.